# Cotești
Cotești est une commune roumaine située dans le județ de Vrancea.